# Nemez

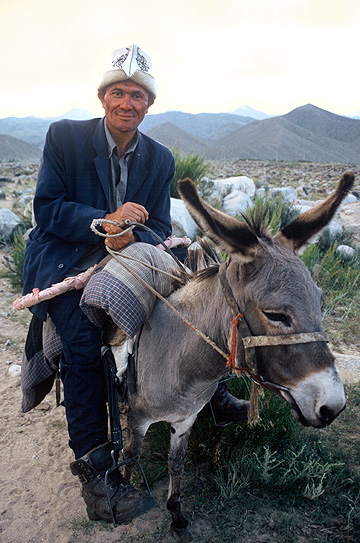
Nemezből készült fejfedőt viselő kirgiz férfi

Bizonyított tény, hogy a nemezkészítés … ősibb mesterség és művészet, mint a fonás vagy a szövés. (Berthold Laufer amerikai néprajzkutató)
A nemez ősi eredetű textilanyag, amit hagyományosan birkagyapjúból gyúrnak vizes közegben. A nemezkészítők megkülönböztetik a kézzel előállított nemezt a gyári, műszaki nemeztől, bár készítésük alapja azonos. A nemezt a textiliparban és gyakran a köznyelvben is filcnek nevezik; szűkebb értelemben csak a műszaki nemez a „filc”, megkülönböztetve azt a hagyományosan, kézzel készített anyagtól. Más nyelvekben nem tesznek különbséget a kétféle nemez között, és mindkettőt ugyanazzal a szóval jelölik (például németül Filz, angolul felt).
A nemez készítésének alapja egyes állatfajok szőrének hajlama a nemezelődésre vagy filcesedésre. (A magyar kutyafajták közül például közismerten ilyen a puli és a komondor.) Ezt a jelenséget használják fel a gyapjú vagy szőr speciális textillé alakításához. A szőrszál külsején cserépszerűen elhelyezkedő, lapos sejtek (kutikula) találhatók. Erős nagyítás alatt ez a réteg egy fenyőtoboz pikkelyes felületéhez hasonlít. Lúgos vagy savas kémhatású meleg víz hatására a pikkelyek felnyílnak, és a nyomkodás (kallózás) hatására összeakaszkodnak más pikkelyekkel. Az elkészült nemezben alapos öblítés és szárítás után visszatérnek eredeti állapotukba, és erősen összekapaszkodva szinte eltéphetetlenné teszik a textilt. Ehhez a folyamathoz természetesen sok víz és a lúgos kémhatás eléréséhez lehetőleg házilag főzött, természetes anyagokat tartalmazó szappan kell.
Bár nagyon sokféle állati szőrből, sőt még az emberi hajból is készíthető nemez (a rasztafrizura készítésének alapja az emberi haj nemezelődése), a hagyományos kézműves eljárások szinte csak a birkagyapjút használják. A finomabb anyagú nemeztárgyak a merinó juh gyapjából készülnek. A cigája gyapja is megfelelő, de barna színe behatárolja felhasználását. A rackajuh hosszú szőre csak más juhfajták szőrével keverve használható, és az így készült nemez felülete nagyon durva.
A nemeznek fontos szerepe van a ruházkodásban, többek között a kalap jellegzetes alapanyagaként. Emellett az iparban, a mezőgazdaságban és gyógyászatban is felhasználják. Sokrétű alkalmazásában szerepet játszik vízálló, hőálló és hőszigetelő tulajdonsága. Lángállósága miatt a tűzoltók és kohászok védőruháit, valamint gyakran a színházak függönyeit is ebből az anyagból készítik. Készülnek nemezből népművészeti, kézműipari termékek és műalkotások is.

## Története
A legkorábbról eredő régészeti lelet, amely a nemez létére, használatára utal, Kr. e. 6500-ból való és Törökországban találták. A szibériai halomsírokban számos Kr. e. 600 körül készült nemeztárgyat és szőnyeget leltek, olykor a sírok falát is nemezzel borították. Ezek a leletek is bizonyítják, hogy használata milyen nagy múltra tekint vissza. Kutatók szerint abban az időben keletkezett, amikor az emberiség az állatbőrt, az állatszőrt ruhák készítésére kezdte használni. De földrajzilag erősen behatárolt területen jellemző elterjedése: Európában és Közép-Ázsiában. Legkeletibb határa a kínai nagy fal, legnyugatibb pedig a Kárpát-medence. Északon a svédek is foglalkoztak nemezkészítéssel. Erről tanúskodik Hedebyben, az egyik viking kori temetőben talált nemezből készült álarc. Délen a görögöknél és a rómaiaknál találunk forrásokat nemeztárgyak használatára.

### Ókori leírások
A nemez első írásos említése a kínai évkönyvekben lelhető fel a Kr. e. 4-3. században. A kínaiak alapvetően növényi eredetű textileket használtak, s bár később, Kr. u. 3. században meghonosodott náluk a nemezkészítés, nem tett szert nagy jelentőségre, ellentétben a velük háborúskodó ázsiai hun törzsekkel. A kínai szerzők a nomád népek lakta területeket mint „Nemezország” emlegették, ez is jelzi elterjedtségét és fontosságát. De szomszédaik közül nem csak az északiak, hanem a tibetiek is ismerték a nemezt. Ők páncélként is viselték, s az előkelőek hatalmas nemezsátrakban laktak. A férfiak által viselt csúcsos fejfedő a mai napig nemezből készül, mint ahogy a nők csizmája is. A tibetiektől tanulták el a burmaiak a nemezkészítést, ez az anyag tökéletesen megfelelt vallási előírásaiknak, hiszen a buddhista tanoknak megfelelően a gyapjúért nem kellett kioltani egy élőlény életét sem.
Indiában is ismert volt ez a textil. Nagy Sándor hadvezére, Nearchus beszámol az indiai nemezkészítésről. A görögök közül elsőként Homérosz az Iliaszban Odüsszeusz nemezzel bélelt sisakjáról ír. Hérodotosz Kr. e. 440 körül a szkíták nemezsátairól tesz említést, akik ezeket a sátrakat mint ókori szaunákat is használták. Ugyancsak ő ír a perzsa harcosok fejfedőiről. Rajta kívül számos ókori szerző ír a nemezről, többek között Platón a Lakomában, Hésziodosz a Munkák és napokban említ belőle készült használati tárgyakat. Valószínűleg görög közvetítéssel ismerték meg a rómaiak: náluk a felszabadított rabszolgák egyik jelképe a nemezsapka volt. A görög és a római katonáknál a páncélt helyettesítette, Plinius leírása szerint ha ecetben áztatják, a vasnak és a tűznek is ellenáll.

### A nemez jelentősége Belső-Ázsia népeinek életében
Te bárányok gyapjából való, tíz ujjal óvatosan készített, ezernyi vízcseppel meghintett, mezőn erős lovakkal görgetett, drága hazánk édes kincse, lyukadásig sose kopj, olyan legyél, mint az igaz erőd, fejér, mint a hó, erős, mint a selyem. Úgy legyen. (mongol jókívánság)

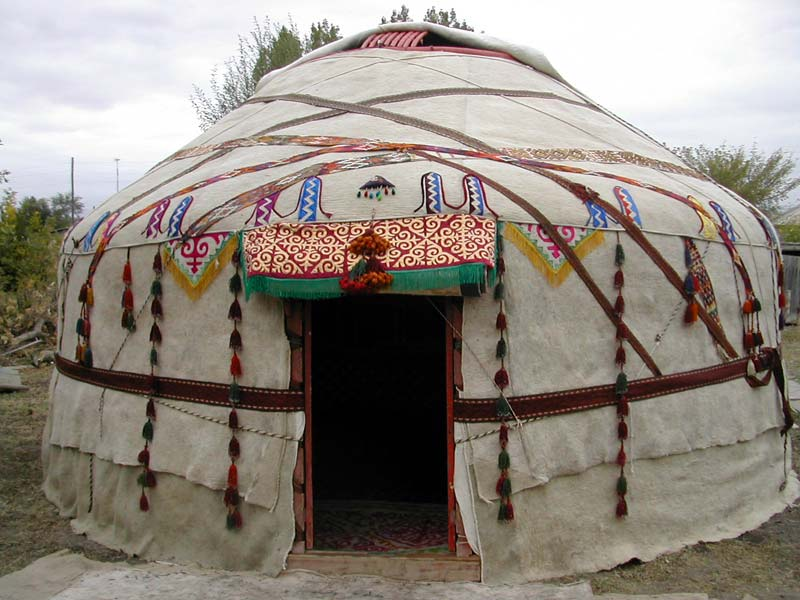
Kazak jurta

Sem a kínaiaknál, sem a görögöknél, sem a rómaiaknál nem játszott olyan nagy szerepet a nemez, mint Belső-Ázsia nomád népeinél. A kínaiak és a görögök tőlük vették át készítésének tudományát, de soha nem volt életükben nagy jelentősége, mindössze használati tárgyak anyagát látták benne. A nomád népek számára viszont a nemez kultúrájuk alapja, létszükséglet volt.
Az ázsiai puszták szegények fában, viszont rengeteg a juh, a kecske és a teve, ebből következően a gyapjú, az állatszőr. Olyan anyagot kellett találni, amely tartós, könnyen szállítható, elkészítéséhez kevés szerszámra van szükség. Ez az anyag lett a nemez. Ebből készítették sátraikat, szőnyegeiket, ruházatuk nagy részét. Mágikus hatalmat tulajdonítottak neki: nemezből készültek a sámánok kultikus tárgyai, s azok a kivarrt istenek, amelyek óvták a nemezsátor lakóit. A mongolok a törzsfőket fehér nemezszőnyegen emelték magasba, és a menyasszony is ezen ült az esküvői szertartás alatt. Napjainkban is különös jelentőséggel bírnak a fehér, gondosan tisztított gyapjúból készült díszes imanemezek, amelyek köré szigorú szabályrendszert alakítottak ki, például az imanemezt nem szabad átlépni, vásárláskor nem szabad rá alkudozni, míg a többire szinte kötelező. A gyapjú, a nemezszőnyeg gyógyító erejét ma is kihasználják. Reumás fájdalmaik elkerülésére nemez derékaljat használnak, sőt a sebek gyógyítására még a közelmúltban is előszeretettel használták a zsíros gyapjút. A nomád pásztorok a téli és nyári szállásaikon ma is nemezsátrakban laknak, a talajt és a falak egy részét nemezszőnyegekkel borítják. Úgy tartják, ott az otthonuk, ahol a nemeztakarójuk. A hagyományokhoz való erős ragaszkodás ellenére a nemez az utóbbi időben vesztett jelentőségéből, napjainkban egyre ritkábban foglalkoznak készítésével.

#### Nemezkészítés
A nemez készítése e népeknél általában az asszonyok feladata még ma is. A kislányok már 9-10 éves korukban önállóan készítettek kisméretű nemezeket, amelyeket rendszerint a sátor bejáratánál lábtörlőnek használtak, s mire férjhez mentek, kelengyéjükben több nemezszőnyeg is lehetett. A mongoloknál az egész család részt vett a közös munkában.
Belső-Ázsiában nem tartanak számottevő mennyiségű merinó juhot, nem felel meg teljesen a környezeti igényeknek. Az ott élő juhfajták, mint a zsírfarkú juh, több húst adnak, de durvább gyapjút, mint a merinó. Legtöbbször a jó minőségű őszi nyírású gyapjút használták, tartósabb és finomabb munkákat lehetett belőle létrehozni. A legtöbb helyen a nemez kalákában készült, egy szőnyeg elkészítéséhez legalább 3-4 fő munkájára volt szükség. Ha valakit nem hívtak meg, az felért egy sértéssel. Egy egész nap állt az asszonyok rendelkezésére, hiszen ez a munka igen időigényes volt. Előzőleg a háziasszony a gyapjút megtisztította a szennyeződésektől és szétválogatta szín és minőség szerint, majd a nap kezdetén közösen fellazították. Ezt végezhették tépéssel, de a kazakok és a baskírok botokkal verték a gyapjút, ám vannak népek, akik ehhez a folyamathoz íjat használtak, ekkor a húr pengése lazította a szálakat. A türkmének a kimosott gyapjút egy speciális fésűn kifésülték.
A következő lépés a gyapjú egyenletes szétterítése volt. Egy gyékényszőnyegre, néha vászonra, rétegekben leterítették, vigyázva arra, hogy a leendő szőnyeg színoldalára a legjobb minőségű anyag kerüljön. A kirgizek egy csoportjánál ehhez a művelethez egy ötágú villát használtak, „elvetették a gyapjút”. A gyapjúszőnyeget ezt követően belocsolták forró vízzel, majd a gyékénnyel együtt összegöngyölték és szorosan összekötözték. Következett a mángorlás: ezt a göngyöleget lábbal hengergették a földön a sátorban vagy kint a szabadban. A kazakoknál szokás volt a görgetés során átsétálni a szomszédos nagycsalád lakóhelyéig, amely kb. egy órányi járásra volt. Ott megvendégelték őket, majd visszasétáltak, a hengert természetesen végig görgették. Előfordult, hogy lóval vontatták, ekkor a gyapjúréteget a gyékénnyel egy fatengelyre tekerték fel.
A meghengerelt nemezt óvatosan leválasztották a gyékényről, tisztára mosták, majd következett a tömörítés. A földön térdelve vagy egy alacsony asztal mellett állva újra feltekercselték, az asszonyok egymás mellett a kezük, alkarjuk segítségével hengergették, gyakori helycserével, hogy a nemezre gyakorolt nyomás egyenletes legyen. Ahol a minta még nem tapadt az alapba, ott erősen rányomtak egy szappandarabot. Ez a munka 2-3 óra hosszat is eltartott, közben a szőnyeget gyakran kitekerték, meglocsolták forró vízzel és a másik irányból göngyölték össze. Ekkor a nemez egyenletesen tömörödött és egyre rugalmasabb lett. Végül a napra terítve megszárították. A türkmének egy idő elteltével, általában egy év múlva újrahengerelték a nemeztakarót, s ekkor tekintették késznek.

#### Díszítési eljárások
Főleg a mongoloknál és rokon népeiknél, burjátoknál, kalmüköknél volt elterjedt a tűzéssel való díszítés. A nemezt gyapjúszálakkal varrták át, s díszítményeik leggyakrabban geometrikus minták voltak: négyzetek, párhuzamos vonalak, rombuszok, félkörívek. Hagyományosan így díszítették a mongol jurta bejáratát fedő nemezlapot.
Gyakori díszítési mód volt az úgynevezett „belehengerelés”, amikor a különböző színű gyapjúból mintát raktak ki a gyékényre, majd összenemezelték. Az eredmény egy mindkét oldalon látható, színátmenetes minta lett, ahol a színek füstszerűen egymásba folytak. Hasonló és igen elterjedt eljárás, amikor a mintát a gyékényre fektetve betakarták az alapszínt adó gyapjúval, ekkor a díszítés csak az egyik oldalon látszott. Ilyen technikával készítettek mindkét oldalon mintás takarókat is, ahol az egyik oldal ünnepi, a másik oldal hétköznapi használatra szolgált.
A nemezszőnyegeket, takarókat olykor díszítették applikálással is. Ekkor az egyszínű alapra szövetből, vékony nemezből, bőrből kivágott alakzatokat varrtak, esetleg fémlapokat ragasztottak. Így hoztak létre különböző növényi eredetű, görbe vonalú mintákat. A kazakok, kirgizek a varrás helyét sodrott gyapjúzsinórral fedték el. A finom nemeztárgyakat, a jurta díszítésére használt függönyöket, takarókat ékítették ily módon. Díszítettek hímzéssel is, a kazakok és szomszédaik gyapjúfonalat, az üzbégek színes selyemfonalat használtak.
A legerősebb, legtartósabb nemezeket mozaiktechnikával készítették. Ez igen nagy ügyességet és gyakorlatot igénylő eljárás. Először készítettek két (három) színben összeillő nemezt, amit a szokásosnál tovább hengereltek, hogy erős és megfelelő vékonyságú legyen. A két nemezt egymásra fektették, és éles késsel vagy ollóval kivágták belőle ugyanazt a mintát. A kivágott részeket felcserélték egymással, s az illeszkedő széleket összevarrták. Így megkapták az ellentétes színezésű díszítményeket, amelyből összeállították a szőnyeget. A színoldal alá egy nemezlapot illesztettek, s a rétegeket gondosan összetűzték. A tűzés hagyományosan a varrás két oldalán haladt, ugyanolyan színű gyapjúfonallal, mint a nemez. Végül a varrásokat és a szőnyeg szélét sodott gyapjúfonallal takarták el. Az ilyen eljárással készült szőnyegeket a kirgizek sirdamalnak, a kazakok szirmaknak nevezik. A kazakoknál a legelterjedtebb a fekete-fehér és a piros-fehér-fekete színösszeállítás, a kirgizek általában piros-kék, fehér-barna színű sirdamalokat készítettek.

### Török nemezkészítés
Belső-Ázsia népeivel ellentétben a törököknél és a kurdoknál férfiak foglalkoznak manufaktúrákban a nemezkészítéssel. Anatóliában találhatóak a hagyományos nemezközpontok, közülük a legrégebbi Konya, ahol a nemezkészítés hagyománya egészen a szeldzsukok koráig nyúlik vissza. A céhek a 16. századtól a 20. század elejéig álltak fenn. A török hagyománytisztelet és az anatóliai ridegen tartott birkanyájak által adott gyapjú még életben tartja ezt a mesterséget, de a műhelyek száma egyre csökken.
Nyírás előtt a birkákat megfürösztik, de nyírás után a gyapjút már nem mossák ki, csak kiszedik a szennyeződést és szétválogatják színárnyalat szerint. A műhelyek a nyersanyagot vásárokon szerzik be, de a megrendelő is beviheti saját gyapját. Egy-egy szőnyeghez mérettől függően 3–8 kg gyapjú szükséges. Az épp kellő mennyiség fellazítása kártolóüzemekben történik, a kisebb falvakban íj segítségével. A lazítást követi a festés, amihez ma már szintetikus festéket használnak. A minták közül a megrendelő választ, lerakásához nem használnak sablont. A gyékényszőnyegen lefektetett mintára egyenletesen leterített gyapjút szappanos vízzel locsolják be, majd a hagyományos módon felgöngyölik, összekötik, és lábbal tapossák. A tömörítés (ványolás) megkönnyítésére nagyobb műhelyekben az 1960-as évek óta ványológépet használnak, segítségével ez a munkafolyamat jelentősen lerövidül. A ványolás melegigényes, ezért a műhelyek nyáron vállalják a legtöbb munkát, de végezhetik ezt a munkát gőzfürdőben is, itt télen is dolgozhatnak. Ilyenkor nem használnak szappant. Régebben ismert mesterség volt a vándor nemezkészítő, akinek volt ugyan műhelye, de a nyár végeztével, amikor túljutottak a munka dandárján, felkereste e környező falvakat, és háznál dolgozta fel a gazda gyapját. Ez nemcsak az anatóliai törököknél, hanem az iráni felföldön és a kurdoknál is jellemző volt.
A török férfi fejfedő, a fez mellett a legjellegzetesebb török nemezruhadarab a kepenek, az ujjatlan köpönyeg, amelyet a pásztorok és a parasztok a vállukra vetve viselnek. A hosszú takarót félbehajtják, és a széleket összedolgozzák. A nemezelés végén az elejét felvágják, és a nyaknál is ejtenek egy rövid vízszintes vágást. Ezt a köpenyt rossz időben szintén nemezből készült csuklyával viselték. Tusétiában a hasonlóan készült köpenyeket burkának, Dagesztánban burtinának nevezik.

### A nemez története a Kárpát-medencében

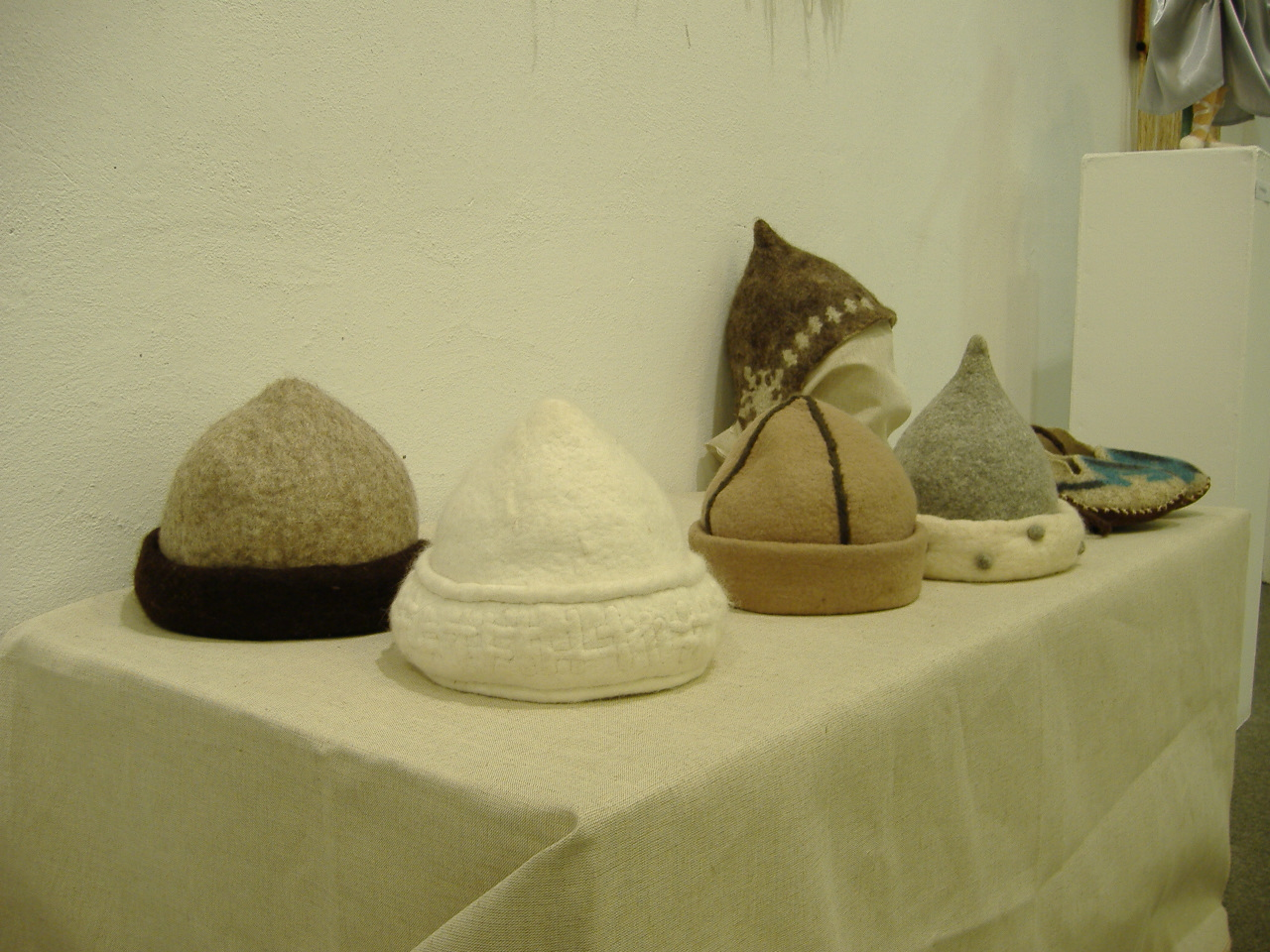
Nemezsüvegek

Nemez szavunk iráni eredetű, näm, jelentése: ver. Készítése a többi közép-ázsiai néphez hasonlóan az asszonyok munkája volt, s ők állították fel a nemezsátrakat is. Honfoglaló őseink ruházatának egyik jellegzetessége a nemezsüveg volt, amelynek csúcsát fémkúppal, szélét prémmel díszítették. Ratherius, Verona, majd Liège püspöke 934-ben elítélően szólt azokról az egyházi vezetőkről, akik a divatnak hódolva „a papi kalapot a magyar söveggel cserélik fel.” A bőrcsizmák mellett elterjedt volt a nemezcsizma viselése is. A lovak nyerge alá való izzasztó szintén nemezből készült, mint ahogy olykor a nyereg fölé borított díszes takaró is.
A nemezsátrakat az egykorú források szerint honfoglaló őseink elsősorban a nyári szállásokon használták, a téli szállásokon állandó házaikban laktak, de ennek építésénél is használták ezt a textilt tetőfedésre. A nemezsátrakat később kun hatásra felváltotta a csergesátor. Ebben szerepe lehetett a Kárpát-medence nedvesebb éghajlatának, hiszen a száraz időjárású Közép-Ázsiában született nemez a gyakori, nagyobb mennyiségű csapadékot nem jól bírja, bepenészedik és hamar tönkremegy.
A 13. század végére a sátrak jóformán teljesen eltűntek, a magyarok véglegesen letelepedtek falvaikban, boronaházaikban. A nemez azonban nem tűnt el a magyar nép életéből. Fennmaradt a nemezgyártás mestersége, s ezek a mesterek szőrcsizmát (botost), mamuszt, vékony anyagú harisnyát és süveget készítettek.
Az erdélyi fejedelmek és nemesek a 17. században gyakran vásároltak török nemeztakarókat, köpenyeket, ezeket abban az időben a török eredetű kecse szóval jelölték. Később a vásárlások megszűntek, és a szó feledésbe merült.
A nemezből készült ruhadarabok többségét a 19. századtól kiszorították a modern textilipar más anyagai, ez alól egyedül a fejfedő jelentett kivételt. A hagyományos magyar nemezsüveget azonban felváltotta a világszerte elterjedt nemezkalap viselése. Bár a kalapviselés az 1960-as évek óta szintén kiment a divatból, ma kis mértékben újra terjedőben van. Máig élő népi kézműves mesterség a hortobágyi pásztorkalapok készítése.
A nyereg alá való izzasztókat szintén nem tudták más anyaggal kiváltani. Amíg az 1870-es években nem kezdett a kőszegi Nemez és Fez Gyár nemezt gyártani, addig elkészítése a nyergesmesterek feladata volt.

### A nemez Észak-Európában
Észak-Európában is készültek nemezből használati tárgyak, de nem csak forró vizet, hanem szappanoldatot is használtak. Itt jellemzően harisnyát, csizmát, cipőt, kesztyűt készítettek nemezből. Ehhez szükség volt formára, amely készülhetett fából, vászonból vagy papírból. A formát begöngyölték kártolt gyapjúba, majd elkezdték a nemezelést.

## A nemez napjainkban

### Nemezművészet
A keleti nemezművészet újrafelfedezése az 1960-as, 1970-es években történt, amikor néprajzkutatók indultak a világ minden tájáról Közép-Ázsiába és Törökországba, hogy megfigyeljék és feljegyezzék ennek a sok évezredes múltra visszatekintő textilnek az előállítását, a díszítési eljárásokat, a körülötte kialakult szokásokat, hiedelmeket. Egyre több kiállítást rendeztek ázsiai nemezekből, könyvek, cikkek jelentek meg, konferenciákat tartottak Amerikától Európán át Ausztráliáig. Ennek nyomán az iparművészek is megismerkedtek a nemezművészettel, és egyre inkább eltávolodva a keleti hagyományoktól új utakat találtak felhasználására. Ma már a hagyományos szőnyegek, csizmák, kesztyűk, kalapok mellett babák, légiesen könnyed ruhák és művészi installációk is készülnek belőle. A nemezkészítés megjelent az oktatásban és a művészeti főiskolák tananyagában is.
Magyarországon a nemez minél szélesebb körben való megismertetése Nagy Mari és Vidák István nevéhez fűződik. 1984-ben ők szervezték meg az első magyar nemezkészítő tanfolyamot, s még ebben az évben sor került az I. Nemzetközi Nemezművészeti Világtalálkozó és Tudományos Tanácskozásra Kecskeméten. Az első magyar nemezkiállítás 1980-ban Gödöllőn volt, s ezt még számtalan követte. Közülük is kiemelkedtek a 2004-ben újra Magyarországon megrendezett Nemezművészeti Világtalálkozó keretein belül létrejött kiállítások, amelyek két jelentős helyszíne volt a Magyar Nemzeti Galéria és az Iparművészeti Múzeum.

### A nemez nagyipari előállítása és felhasználása
A juhgyapjúból készült műszaki nemez készítése elvileg nem különbözik attól az eljárástól, amit a kézműiparban is használnak, de gyári körülmények között a műveleteket korszerű gépeken és berendezésekben végzik. A műszaki nemezt lapokban, tekercsekben és különböző alakú, készre megmunkált formákban hozzák forgalomba. A formázott nemeztárgyakat forgácsolással vagy kivágópréseken alakítják ki.
Nemezszerű terméket olyan anyagokból (többnyire mesterséges szálasanyagokból, például poliamidból vagy poliészterből) is készítenek, amelyek a szó hagyományos értelmében nem nemezelhetők. Ezek gyártásánál a szálak egymásba kapaszkodását mechanikus úton, tűzéssel oldják meg. Ezt tűzött nemeznek nevezik.